# Brachymyrmex santschii
Brachymyrmex santschii es una especie de hormiga perteneciente al género Brachymyrmex, categorizada en la tribu Myrmelachistini, de la subfamilia Formicinae.

## Distribución
La especie es nativa de la región del Neotrópico. Se distribuye por América Central, en Costa Rica, Nicaragua y Panamá. Se ha encontrado a altitudes de 1040-1800 m s. n. m.

## Taxonomía
Fue descrita por Menozzi en 1927.